# Neocalamobius clavatus
Neocalamobius clavatus är en skalbaggsart som beskrevs av Stefan von Breuning 1943. Neocalamobius clavatus ingår i släktet Neocalamobius och familjen långhorningar.
Artens utbredningsområde är Burma. Inga underarter finns listade i Catalogue of Life.